# Nové Dvory (stanice metra)
Nové Dvory je chystaná stanice na lince D pražského metra. Bude se nacházet na úseku I.D1b mezi stanicemi Nemocnice Krč a Libuš pod ulicemi Durychova a Libušská na území Nových Dvorů. Stavba stanice by měla být zahájena v roce 2026, ke zprovoznění by mělo dojít v roce 2031. Mělo by se jednat o stanici petrohradského typu, která však bude stavěná NRTM.

## Popis
Stanice Nové Dvory se bude nacházet na území Nových Dvorů. Bude ražena v hloubce 33 metrů.
Nové Dvory bude mít dva výstupy s dvěma povrchovými vestibuly, umístěným přímo pod ulicemi Durychova a Libušská.
Ve stanici bude založeno na odbočku do Modřan.
Bude sem protažena tramvajová trať z Modřan, která zde bude ukončena blokovou smyčkou, která měla původně končit ve stanici Libuš. Nejprve bude vybudován úsek Levského–Libuš, který bude ukončen dočasným úvraťovým obratištěm, jehož stavba zahájena 1. dubna 2022 a zprovozněn má byl v 27. května 2023. Na trati mají být dvě nové zastávky (Přírodní a Nové Dvory).Trať má být dokončena do roku 2027, což odpovídá prvnímu dokončenému úseku linky metra D.